# Oscarsgalan 1987
Oscarsgalan 1987 var den 59:e upplagan av Academy Awards som belönade insatser inom film från 1986 och sändes från Dorothy Chandler Pavilion i Los Angeles den 30 mars 1987. Årets värdar var skådespelarna Chevy Chase, Goldie Hawn och Paul Hogan.
I kategorin Bästa dokumentär blev resultatet oavgjort mellan två filmer.

## Vinnare och nominerade
Vinnarna listas i fetstil.
| Bästa film | Bästa regi |
| --- | --- |

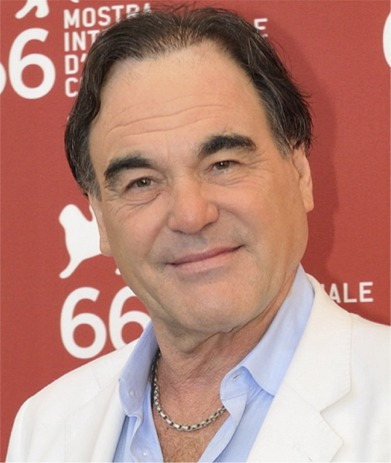
Oliver Stone
Bästa regi

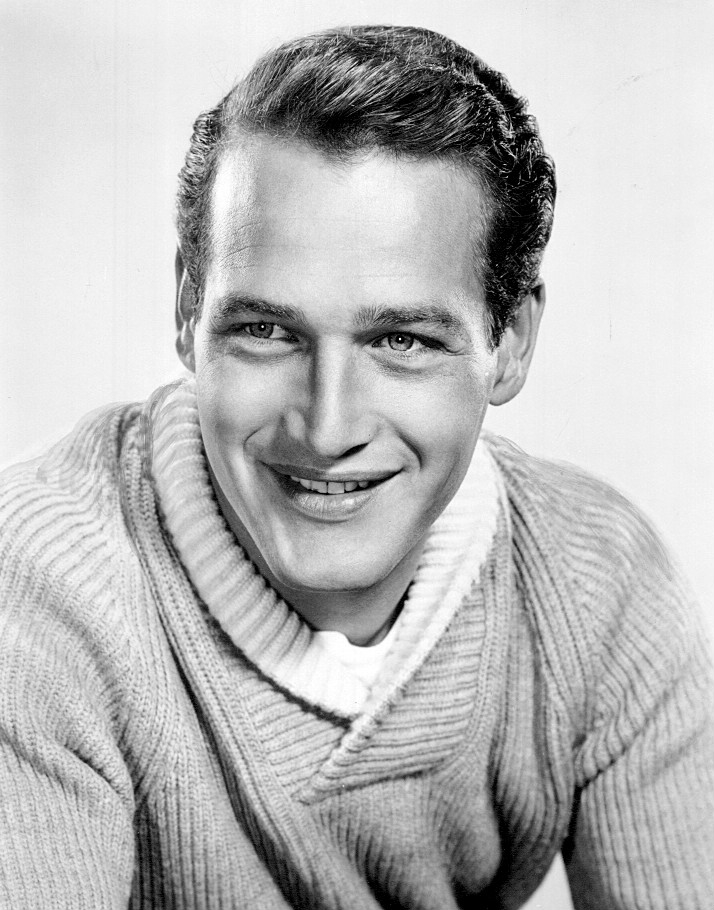
Paul Newman
Bästa manliga huvudroll

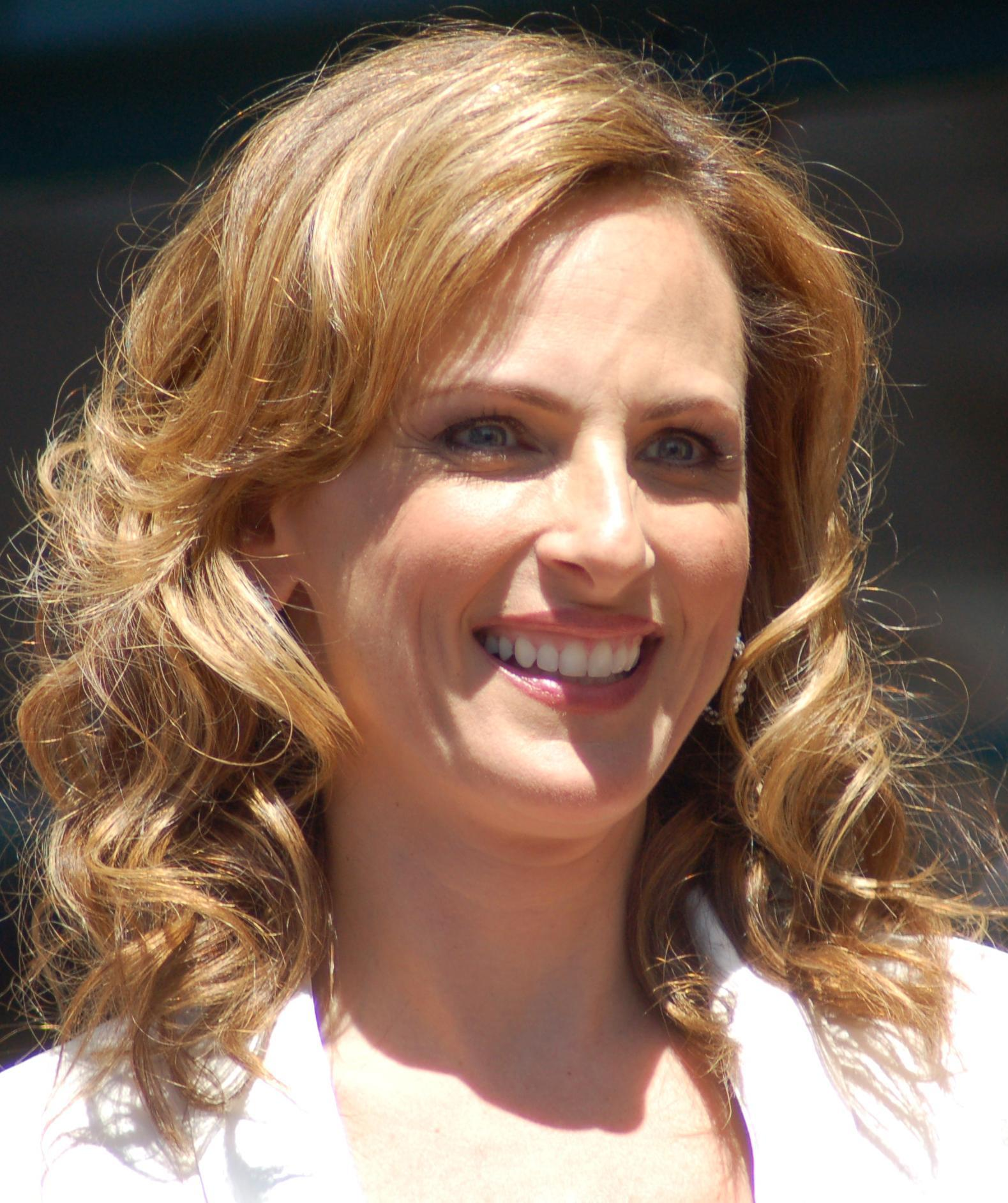
Marlee Matlin
Bästa kvinnliga huvudroll

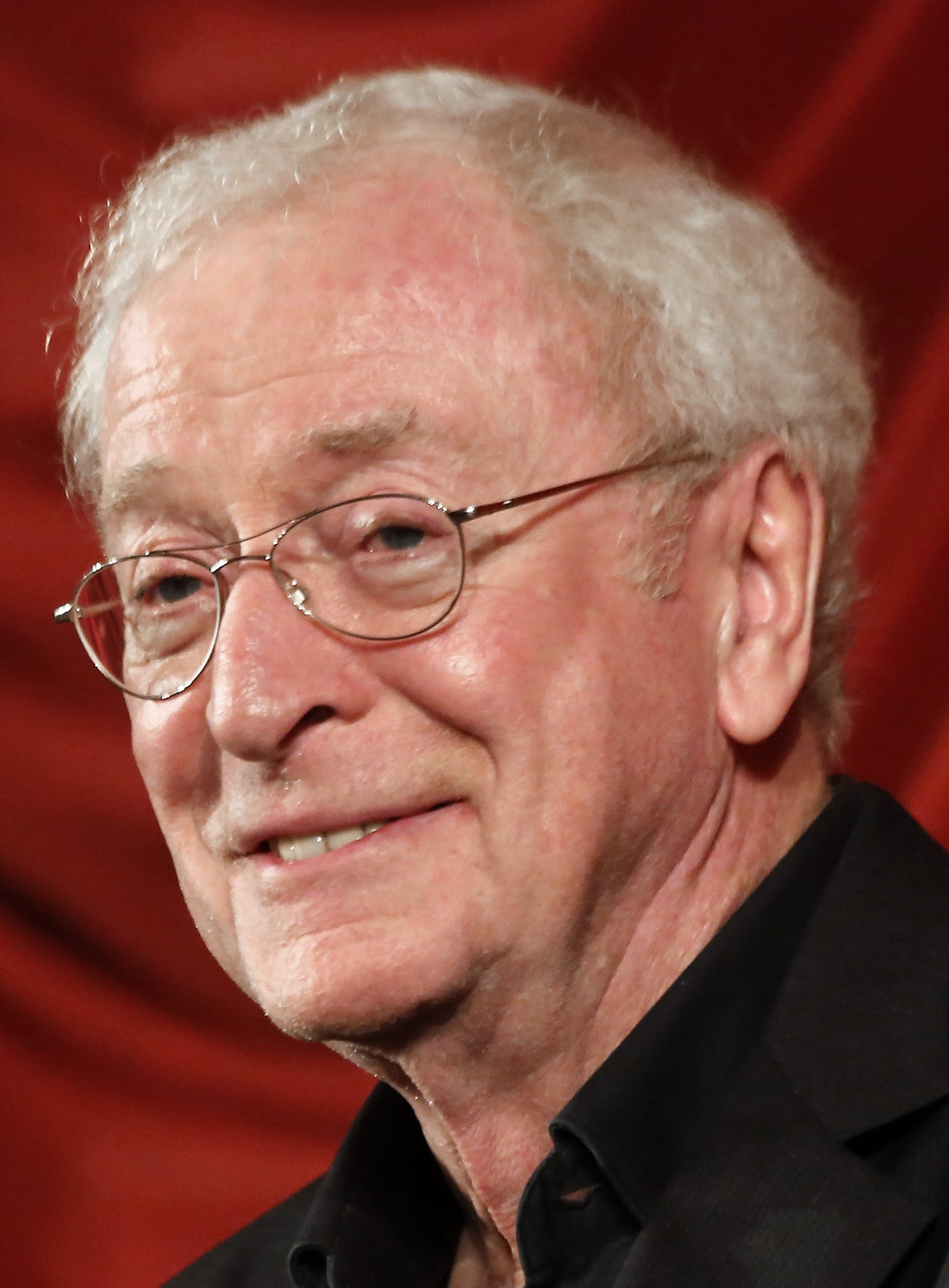
Michael Caine
Bästa manliga biroll

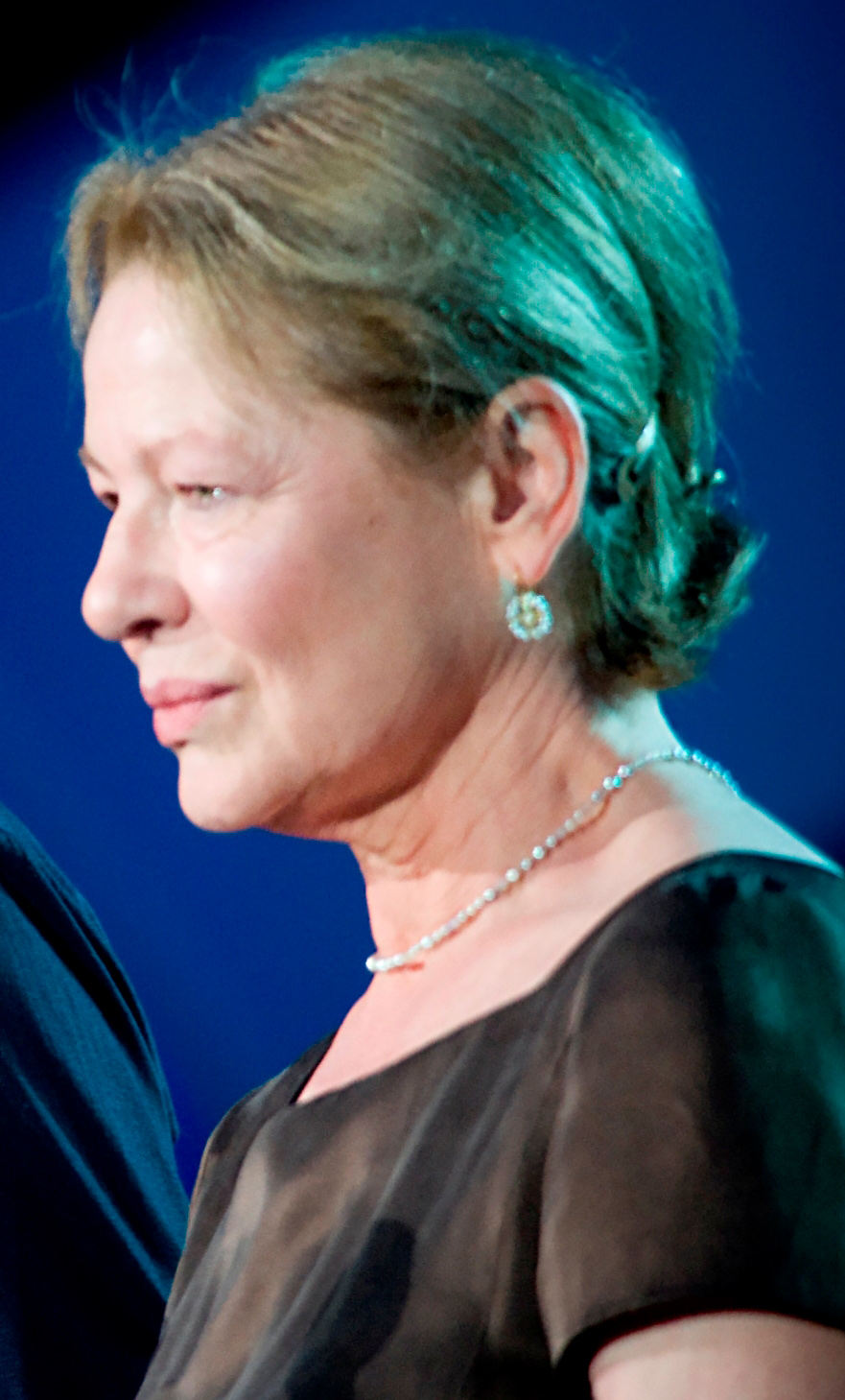
Dianne Wiest
Bästa kvinnliga biroll

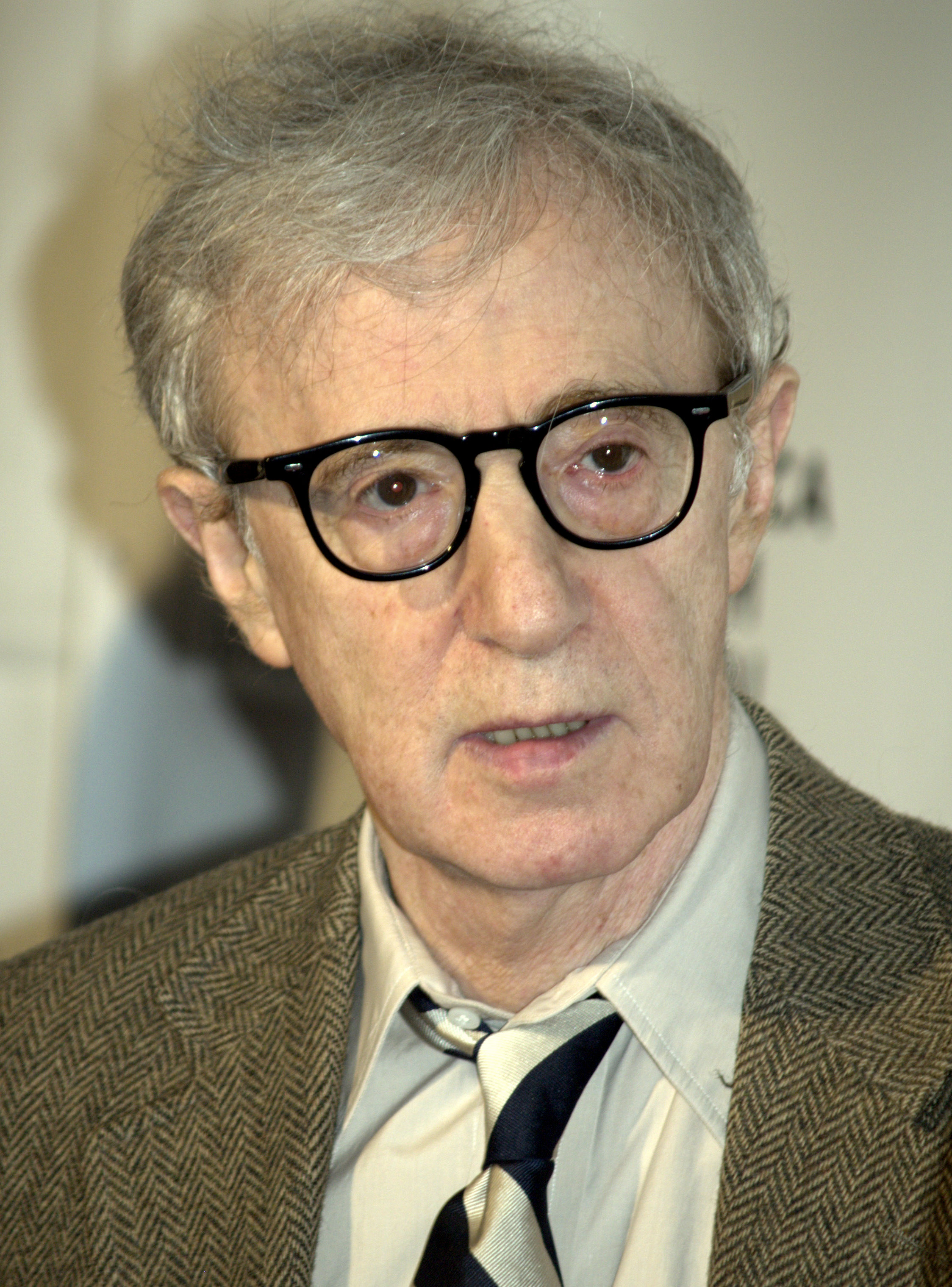
Woody Allen
Bästa originalmanus

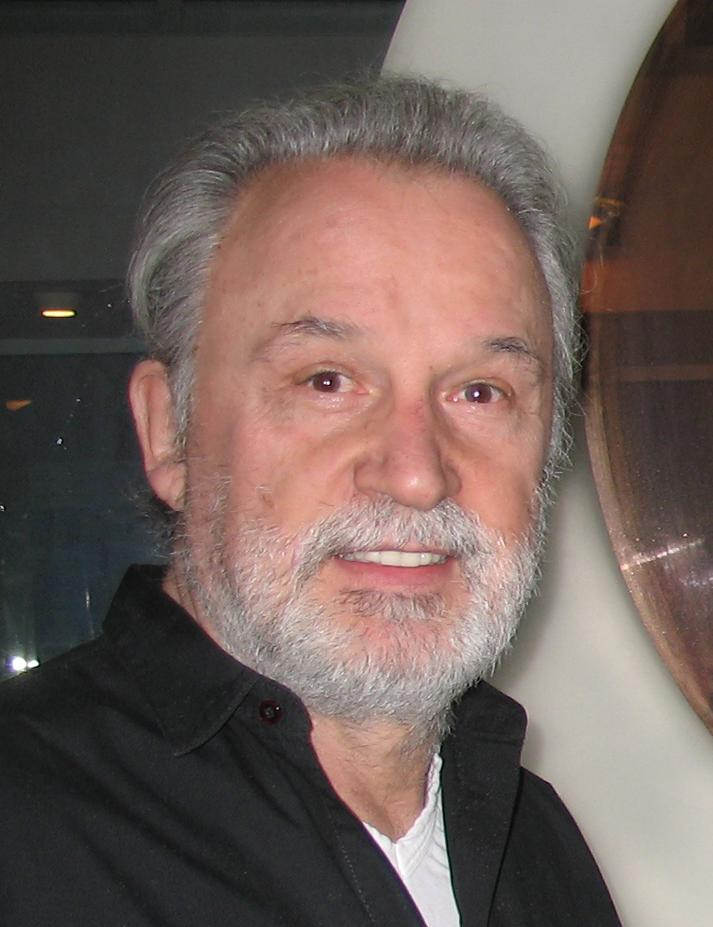
Giorgio Moroder
Bästa sång

| - Plutonen – Arnold Kopelson - Bortom alla ord – Burt Sugarman och Patrick J. Palmer - Hannah och hennes systrar – Robert Greenhut - The Mission – Fernando Ghia och David Puttnam - Ett rum med utsikt – Ismail Merchant | - Oliver Stone – Plutonen - Woody Allen – Hannah och hennes systrar - James Ivory – Ett rum med utsikt - Roland Joffé – The Mission - David Lynch – Blue Velvet |
| Bästa manliga huvudroll | Bästa kvinnliga huvudroll |
| - Paul Newman – The Color of Money – revanschen - Dexter Gordon – Kring midnatt - Bob Hoskins – Mona Lisa - William Hurt – Bortom alla ord - James Woods – Salvador | - Marlee Matlin – Bortom alla ord - Jane Fonda – Mellan midnatt och gryning - Sissy Spacek – Crimes of the Heart - Kathleen Turner – Peggy Sue gifte sig - Sigourney Weaver – Aliens - Återkomsten |
| Bästa manliga biroll | Bästa kvinnliga biroll |
| - Michael Caine – Hannah och hennes systrar - Tom Berenger – Plutonen - Willem Dafoe – Plutonen - Denholm Elliott – Ett rum med utsikt - Dennis Hopper – Best Shot | - Dianne Wiest – Hannah och hennes systrar - Tess Harper – Crimes of the Heart - Piper Laurie – Bortom alla ord - Mary Elizabeth Mastrantonio – The Color of Money – revanschen - Maggie Smith – Ett rum med utsikt |
| Bästa originalmanus | Bästa manus efter förlaga |
| - Hannah och hennes systrar – Woody Allen - Crocodile Dundee – en storviltjägare i New York – Paul Hogan, Ken Shadie och John Cornell - Min sköna tvättomat – Hanif Kureishi - Plutonen – Oliver Stone - Salvador – Oliver Stone och Rick Boyle                                                                                     | - Ett rum med utsikt – Ruth Prawer Jhabvala - Bortom alla ord – Hesper Anderson och Mark Medoff - The Color of Money – revanschen – Richard Price - Crimes of the Heart – Beth Henley - Stand by Me – Raynold Gideon och Bruce A. Evans |
| Bästa icke-engelskspråkiga film | |
| - De aanslag (Nederländerna) - Betty Blue - 37,2 grader på morgonen (Frankrike) - Det amerikanska imperiets fall (Kanada) - Min lilla by (Tjeckoslovakien) - "38" (Österrike) | |
| Bästa dokumentär | Bästa kortfilmsdokumentär |
| - Artie Shaw: Time Is All You've Got – Brigitte Berman - Down and Out in America – Joseph Feury och Milton Justice - Chile: Hasta Cuando? – David Bradbury - Isaac in America: A Journey with Isaac Bashevis Singer – Kirk Simon och Amram Nowak - Witness to Apartheid – Sharon I. Sopher                                          | - Women – for America, for the World – Vivienne Verdon-Roe - Debonair Dancers – Alison Nigh-Strelich - The Master of Disaster – Sonya Friedman - Red Grooms: Sunflower in a Hothouse – Thomas L. Neff och Madeline Bell - Sam – Aaron D. Weisblatt |
| Bästa kortfilm | Bästa animerade kortfilm |
| - Precious Images – Chuck Workman - Exit – Stefano Reali och Pino Quartullo - Love Struck – Fredda Weiss | - Een griekse tragedie – Linda Van Tulden och Willem Thijssen - The Frog, the Dog, and the Devil – Hugh MacDonald och Martin Townsend - Luxo Jr. – John Lasseter och William Reeves |
| Bästa filmmusik | Bästa sång |
| - Kring midnatt – Herbie Hancock - Aliens - Återkomsten – James Horner - Best Shot – Jerry Goldsmith - The Mission – Ennio Morricone - Star Trek IV – Resan hem – Leonard Rosenman | - "Take My Breath Away" från Top Gun – Musik av Giorgio Moroder; Text av Tom Whitlock - "Glory of Love" från Karate Kid II: Mästarprovet – Musik av Peter Cetera och David Foster; Text av Peter Cetera och Diane Nini - "Life in a Looking Glass" från That's Life! – Musik av Henry Mancini; Text av Leslie Bricusse - "Mean Green Mother from Outer Space" från Little Shop of Horrors – Musik av Alan Menken; Text av Howard Ashman - "Somewhere Out There" från Resan till Amerika – Musik av James Horner och Barry Mann; Text av Cynthia Weil |
| Bästa ljudredigering | Bästa ljud |
| - Aliens - Återkomsten – Don Sharpe - Star Trek IV – Resan hem – Mark A. Mangini - Top Gun – Cecelia Hall och George Watters II | - Plutonen – John Wilkinson, Richard D. Rogers, Charles Grenzbach och Simon Kaye - Aliens - Återkomsten – Graham V. Hartstone, Nicolas Le Messurier, Michael A. Carter och Roy Charman - Heartbreak Ridge – Les Fresholtz, Rick Alexander, Vern Poore och Bill Nelson - Star Trek IV – Resan hem – Terry Porter, David J. Hudson, Mel Metcalfe och Gene S. Cantamessa - Top Gun – Donald O. Mitchell, Kevin O'Connell, Rick Kline och William B. Kaplan                                                                                              |
| Bästa scenografi | Bästa foto |
| - Ett rum med utsikt – Gianni Quaranta, Brian Ackland-Snow, Brian Savegar och Elio Altramura - Aliens - Återkomsten – Peter Lamont och Crispian Sallis - The Color of Money – revanschen – Boris Leven och Karen O'Hara - Hannah och hennes systrar – Stuart Wurtzel och Carol Joffe - The Mission – Stuart Craig och Jack Stephens | - The Mission – Chris Menges - Peggy Sue gifte sig – Jordan Cronenweth - Plutonen – Robert Richardson - Ett rum med utsikt – Tony Pierce-Roberts - Star Trek IV – Resan hem – Donald Peterman |
| Bästa smink | Bästa kostym |
| - Flugan – Chris Walas och Stephan Dupuis - Grottbjörnens folk – Michael Westmore och Michèle Burke - Legenden - mörkrets härskare – Rob Bottin och Peter Robb-King | - Ett rum med utsikt – Jenny Beavan och John Bright - The Mission – Enrico Sabbatini - Otello – Anna Anni och Maurizio Millenotti - Peggy Sue gifte sig – Theadora Van Runkle - Pirater – Anthony Powell |
| Bästa klippning | Bästa specialeffekter |
| - Plutonen – Claire Simpson - Aliens - Återkomsten – Ray Lovejoy - Hannah och hennes systrar – Susan E. Morse - The Mission – Jim Clark - Top Gun – Billy Weber och Chris Lebenzon | - Aliens - Återkomsten – Robert Skotak, Stan Winston, John Richardson och Suzanne M. Benson - Little Shop of Horrors – Lyle Conway, Bran Ferren och Martin Gutteridge - Poltergeist II - Den andra sidan – Richard Edlund, John Bruno, Garry Waller och Bill Neil |

### Heders-Oscar
- Ralph Bellamy

### Irving G. Thalberg Memorial Award
- Steven Spielberg

### Filmer med flera nomineringar
- 8 nomineringar: Plutonen och Ett rum med utsikt
- 7 nomineringar: Aliens - Återkomsten, Hannah och hennes systrar och The Mission
- 5 nomineringar: Bortom alla ord
- 4 nomineringar: The Color of Money – revanschen, Star Trek IV – Resan hem och Top Gun
- 3 nomineringar: Crimes of the Heart och Peggy Sue gifte sig
- 2 nomineringar: Best Shot, Kring midnatt, Little Shop of Horrors och Salvador

### Filmer med flera vinster
- 4 vinster: Plutonen
- 3 vinster: Ett rum med utsikt och Hannah och hennes systrar
- 2 vinster: Aliens - Återkomsten

### Sveriges bidrag
Sverige skickade in Offret till galan som det svenska bidraget för priset i kategorin Bästa icke-engelskspråkiga film. Den blev inte nominerad.